# Осведомители инквизиции
Осведомитель инквизиции — человек, который во времена деятельности инквизиции доносил на человека, который, по его мнению, поддавался ереси. Использовались с самого начала деятельности инквизиции. Таким агентом был, например, Казанова.

## Общие сведения
Существует распространённое заблуждение, что государственные структуры, полагающиеся на осведомителей и анонимных доносчиков, являются сравнительно современным изобретением. Однако подобные организации существовали и в древности. В Средние века инквизиция полагалась на систему шпионства и доносов для контроля населения. В римском праве заметно крайне отрицательное отношение к анонимным доносам и во времена преследований христиан язычниками. Доносчики-делатории даже осуждались на отлучение от церкви. В инквизиционном процессе, наоборот, донос служил основанием для возбуждения следствия.

## Испанская инквизиция
В Средневековье христианская церковь по сути дела была частью государства, и судебная система в значительной мере перешла под её контроль. Испания предоставляла наиболее благоприятные условия для развития инквизиции, появившейся в XIII веке. Многовековая борьба с маврами способствовала развитию в народе религиозного фанатизма, которым с успехом воспользовались водворившиеся здесь доминиканцы. Когда испанская инквизиция прибывалa в город с целью очистить его от ереси, её первым шагом был так называемый Указ об Амнистии. После воскресной мессы, инквизитор зачитывал присутствующим этот указ, разъясняя, что считалось ересью. Указ поощрял всех членов конгрегации добровольно обращаться к трибуналам инквизиции, чтобы, раскаявшись, «очистить» свою совесть. Эти эдикты были названы Указами об Амнистии, потому что всем, кто сдавался на милость инквизиции в период Амнистии (приблизительно один месяц), инквизиторы предлагали возможность прощения грехов без серьёзного для них наказания. Зная, что ждёт еретиков в руках инквизиции, многие люди добровольно сдавались трибуналам во избежание возможного обвинения в ереси, в надежде на обещанную благосклонность. Однако само по себе раскаяние не было достаточным для безболезненного прощения грехов. Чтобы вернуться в лоно церкви, еретик также должен был выдать всех своих сообщников. В результате испанская инквизиция имела бесконечный источник осведомителей.
Обвинения были анонимны, и ответчик не имел возможности узнать имена его обвинителей, что избавляло доносчиков от ответственности за клевету. Ложные обвинения часто были результатом зависти или личной вражды, и огромное количество доносов было сделано по абсолютно незначащим причинам. Таким образом, испанская инквизиция поощрялa стpax и недоверие не только среди соседей и знакомых — обвинения в ереси были также весьма обычны и среди родственников.

## Венецианская республика

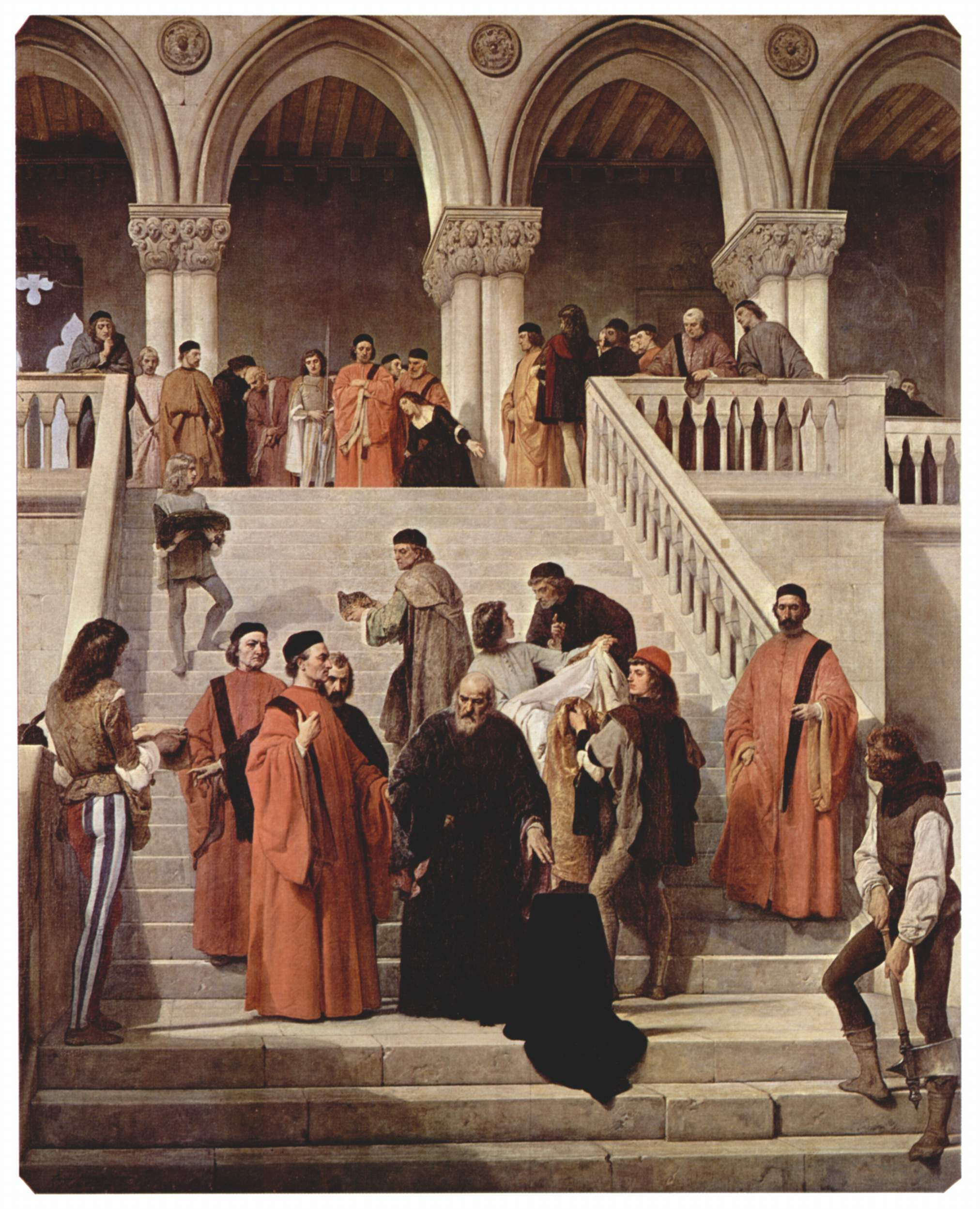
Последние минуты дожа Марино Фальера, Франческо Айец

В Венеции также существовала инквизиция, но, в отличие от испанской инквизиции, эта организация следила за политической ситуацией республики, а не за распространением ереси. Венецианская инквизиция также в значительной степени полагалась на доносчиков для борьбы с нежелательными элементами в обществе. Закон 1539 назначил государственных инквизиторов, позже ставших известными как Высший Трибунал. Он состоял из трёх инквизиторов. Один из них был известен как il rosso (красный). Он избирался из рядов «Членов Дожеского Совета», которые носили алые одежды. Два других инквизитора назначались из рядов «Совета десяти» и были известны как il negri (чёрные). Высший Трибунал начал свою деятельность как «комитет бдительности» в то трудное для Венеции время, когда республика чувствовала себя окружённой Габсбургской империей и постепенно приняла некоторые из полномочий «Совета десяти» (органа контроля над деятельностью дожа). Совет десяти являлся анонимным органом власти, список членов которого не был известен большинству жителей города. Одной из официальных целей совета был контроль над дожем и другими учреждениями республики. Посредством шпионажа и режима тайных внесудебных разбирательств они установили систему правосудия, в которой обвиняемые могли быть арестованы, заочно осуждены трибуналом и приговорены к заключению без открытого суда и предоставления обвиняемому возможности защитить себя от обвинителей. Для собирания компрометирующей информации они использовали сеть осведомителей и «доверенных лиц» (секретных агентов). Анонимные обвинения поощрялись, и на улицах были помещены специальные почтовые ящики для сбора жалоб и доносов.